# 张立 (围棋棋手)
张立（1987年10月27日—），中国甘肃省玉门市人，围棋职业六段棋手。他2000年入段，2011年升为六段。他2007年在全国围棋个人赛中击败孔杰等知名棋手，9战全胜获得男子甲组冠军。他进入2014年第2届百灵杯本赛64强。

## 外部連結
- 成都日报·全国围棋个人赛张立8连胜提前夺冠[永久]
- The Perfect Weiqi Database Online （页面存档备份，存于）